# Чемпионат Европы по лёгкой атлетике в помещении 1970
Первый в истории чемпионат Европы по лёгкой атлетике в помещении проходил с 14 по 15 марта 1970 года на арене «Винер Штадтхалле» в Вене, столице Австрии. Турнир был учреждён после успеха Европейских легкоатлетических игр в помещении, проходивших в 1966—1969 годах. Де-факто произошла всего лишь смена названия соревнований на более официальное при сохранении формата их проведения. Тем не менее, формально Европейская легкоатлетическая ассоциация ведёт отсчёт истории чемпионатов Европы в помещении именно с 1970 года (Европейские легкоатлетические игры при этом признаются равноправным турниром и в большинстве источников отдельно не обособляются).
В соревнованиях приняли участие 279 атлетов из 22 стран Европы. Было разыграно 22 комплекта медалей (13 у мужчин и 9 у женщин).

## Медалисты
Сокращения: WB — высшее мировое достижение | ER — рекорд Европы | NR — национальный рекорд | CR — рекорд чемпионата

### Мужчины
| Дисциплина                              | Золото                                                                        | Золото        | Серебро                                                                           | Серебро   | Бронза                                                                 | Бронза  |
| --------------------------------------- | ----------------------------------------------------------------------------- | ------------- | --------------------------------------------------------------------------------- | --------- | ---------------------------------------------------------------------- | ------- |
| 60 м подробности                        | Валерий Борзов СССР                                                           | 6,6 CR        | Зенон Новош Польша                                                                | 6,7       | Яркко Тапола Финляндия                                                 | 6,7     |
| 400 м подробности                       | Александр Братчиков СССР                                                      | 46,8          | Анджей Баденьский Польша                                                          | 46,9      | Юрий Зорин СССР                                                        | 48,4    |
| 800 м подробности                       | Евгений Аржанов СССР                                                          | 1.51,0        | Хуан Боррас Испания                                                               | 1.51,9    | Йоже Меджимурец Югославия                                              | 1.51,9  |
| 1500 м подробности                      | Хенрик Шордыковский Польша                                                    | 3.48,8        | Фрэнк Мёрфи Ирландия                                                              | 3.49,0    | Владимир Пантелей СССР                                                 | 3.49,8  |
| 3000 м подробности                      | Рикки Уайлд Великобритания                                                    | 7.46,85 WB CR | Харальд Норпот ФРГ                                                                | 7.49,50   | Хавьер Альварес Испания                                                | 7.52,45 |
| Эстафета 4×400 м подробности            | СССР · Евгений Борисенко · Юрий Зорин · Борис Савчук · Александр Братчиков    | 3.05,9 WB CR  | Польша · Ян Вернер · Станислав Грендзиньский · Ян Баляховский · Анджей Баденьский | 3.07,5 NR | ФРГ Дитер Хюбнер Карл-Херман Тофауте Ульрих Штроххеккер Хельмар Мюллер | 3.10,7  |
| Эстафета 400+600+800+1000 м подробности | СССР · Александр Конников · Сергей Крючёк · Владимир Колесников · Иван Иванов | 6.18,0        | Польша · Эдмунд Боровский · Станислав Васькевич · Казимеж Вардак · Эрик Желязны   | 6.18,8    | ФРГ Хорст Хасслингер Лотар Хирш Манфред Хенне Инго Зенсбург            | 6.19,6  |
| 60 м с барьерами подробности            | Гюнтер Никкель ФРГ                                                            | 7,8 =CR       | Франк Зибек ГДР                                                                   | 7,8 =CR   | Ги Дрю Франция                                                         | 7,8 =CR |
| Прыжок в высоту подробности             | Валентин Гаврилов СССР                                                        | 2,20 м CR     | Герд Дюркоп ГДР                                                                   | 2,17 м    | Шербан Иоан Румыния                                                    | 2,17 м  |
| Прыжок с шестом подробности             | Франсуа Траканелли Франция                                                    | 5,30 м CR     | Челль Исакссон Швеция                                                             | 5,25 м    | Вольфганг Нордвиг ГДР                                                  | 5,20 м  |
| Прыжок в длину подробности              | Тыну Лепик СССР                                                               | 8,05 м CR     | Клаус Беер ГДР                                                                    | 7,99 м    | Рафаэль Бланкер Испания                                                | 7,92 м  |
| Тройной прыжок подробности              | Виктор Санеев СССР                                                            | 16,95 м WB CR | Йорг Дремель ГДР                                                                  | 16,74 м   | Шербан Чокинэ Румыния                                                  | 16,47 м |
| Толкание ядра подробности               | Хартмут Бризеник ГДР                                                          | 20,22 м CR    | Хайнц-Йоахим Ротенбург ГДР                                                        | 19,70 м   | Пьер Кольнар Франция                                                   | 18,96 м |

### Женщины
| Дисциплина                             | Золото                                                                            | Золото        | Серебро                                                                   | Серебро     | Бронза                                                                           | Бронза  |
| -------------------------------------- | --------------------------------------------------------------------------------- | ------------- | ------------------------------------------------------------------------- | ----------- | -------------------------------------------------------------------------------- | ------- |
| 60 м подробности                       | Ренате Майсснер ГДР                                                               | 7,4           | Сильвиан Теллье Франция                                                   | 7,5         | Вилма ван ден Берг Нидерланды                                                    | 7,5     |
| 400 м подробности                      | Мэрилин Ньюфвиль Великобритания                                                   | 53,01 WB CR   | Кристель Фрезе ФРГ                                                        | 53,13       | Колетт Бессон Франция                                                            | 53,63   |
| 800 м подробности                      | Мария Сикора Австрия                                                              | 2.07,0 CR     | Людмила Брагина СССР                                                      | 2.07,5      | Зофия Колаковская Польша                                                         | 2.07,6  |
| Эстафета 4×200 м подробности           | СССР · Надежда Бесфамильная · Вера Попкова · Галина Бухарина · Людмила Самотёсова | 1.35,7 CR     | ФРГ Эльфгард Шиттенхельм Аннели Вильден Марианне Боллиг Аннегрет Кронигер | 1.37,6      | Австрия · Мария Сикора · Бригитте Ортнер · Криста Кепплингер · Ханна Бургер      | 1.40,8  |
| Эстафета 200+400+600+800 м подробности | Франция · Сильвиан Теллье · Мирей Тестаньер · Колетт Бессон · Николь Дюклос       | 4.58,4        | ФРГ Эльфгард Шиттенхельм Хайди Герхард Кристе Мертен Ютта Хазе            | 5.01,1      | СССР · Людмила Голомазова · Ольга Клейн · Надежда Колесникова · Светлана Мощенок | 5.02,2  |
| 60 м с барьерами подробности           | Карин Бальцер ГДР                                                                 | 8,2 =WB =CR   | Лия Хитрина СССР                                                          | 8,2 =WB =CR | Тереза Сукневич Польша                                                           | 8,5     |
| Прыжок в высоту подробности            | Илона Гузенбауэр Австрия                                                          | 1,88 м WB CR  | Корнелия Попеску Румыния                                                  | 1,82 м      | Рита Шмидт ГДР                                                                   | 1,82 м  |
| Прыжок в длину подробности             | Вьорика Вискополяну Румыния                                                       | 6,56 м CR     | Хайде Розендаль ФРГ                                                       | 6,55 м      | Мирослава Сарна Польша                                                           | 6,54 м  |
| Толкание ядра подробности              | Надежда Чижова СССР                                                               | 18,80 м WB CR | Ханнелор Фридель ГДР                                                      | 18,39 м     | Марита Ланге ГДР                                                                 | 18,09 м |

## Медальный зачёт
Медали в 22 дисциплинах лёгкой атлетики завоевали представители 14 стран-участниц.
 Принимающая страна
| Место | Страна         | Золото | Серебро | Бронза | Всего |
| ----- | -------------- | ------ | ------- | ------ | ----- |
| 1     | СССР           | 10     | 2       | 3      | 15    |
| 2     | ГДР            | 3      | 6       | 3      | 12    |
| 3     | Франция        | 2      | 1       | 3      | 6     |
| 4     | Австрия        | 2      | 0       | 1      | 3     |
| 5     | Великобритания | 2      | 0       | 0      | 2     |
| 6     | ФРГ            | 1      | 5       | 2      | 8     |
| 7     | Польша         | 1      | 4       | 3      | 8     |
| 8     | Румыния        | 1      | 1       | 2      | 4     |
| 9     | Испания        | 0      | 1       | 2      | 3     |
| 10    | Ирландия       | 0      | 1       | 0      | 1     |
| 10    | Швеция         | 0      | 1       | 0      | 1     |
| 12    | Нидерланды     | 0      | 0       | 1      | 1     |
| 12    | Финляндия      | 0      | 0       | 1      | 1     |
| 12    | Югославия      | 0      | 0       | 1      | 1     |
| Всего | Всего          | 22     | 22      | 22     | 66    |